# Unione Sportiva Carrarese 1967-1968
Questa voce raccoglie le informazioni riguardanti l'Unione Sportiva Carrarese nelle competizioni ufficiali della stagione 1967-1968.

## Rosa
| N. |                   | Ruolo | Calciatore            |
| -- | ----------------- | ----- | --------------------- |
|    | Italia (bandiera) |       | Adamo                 |
|    | Italia (bandiera) | A     | Renzo Aldi            |
|    | Italia (bandiera) | D     | Giovanni Bacis        |
|    | Italia (bandiera) |       | Baratta               |
|    | Italia (bandiera) |       | Bertolini             |
|    | Italia (bandiera) |       | Bertoncini            |
|    | Italia (bandiera) |       | Cagnetti              |
|    | Italia (bandiera) |       | Caleo                 |
|    | Italia (bandiera) | D     | Rinaldo Cavasin       |
|    | Italia (bandiera) | D     | Pierangelo Ceccarelli |
|    | Italia (bandiera) | C     | Franco Dal Maso       |
|    | Italia (bandiera) | C     | Domenico De Dominicis |
|    | Italia (bandiera) | P     | Paolo Giusti          |

| N. |                   | Ruolo | Calciatore        |
| -- | ----------------- | ----- | ----------------- |
|    | Italia (bandiera) |       | Guerra            |
|    | Italia (bandiera) | D     | Guglielmo Magazzù |
|    | Italia (bandiera) |       | Magnoni           |
|    | Italia (bandiera) | A     | Roberto Marni     |
|    | Italia (bandiera) | D     | Sergio Nicchi     |
|    | Italia (bandiera) |       | Paglini           |
|    | Italia (bandiera) |       | Palermo           |
|    | Italia (bandiera) |       | Picchi            |
|    | Italia (bandiera) | A     | Giovanni Pologna  |
|    | Italia (bandiera) |       | Rossi             |
|    | Italia (bandiera) |       | Tonoli            |
|    | Italia (bandiera) |       | Tripodi           |
|    | Italia (bandiera) | C     | Leardo Viacava    |